# Aeropuerto de Ballina Byron Gateway
Aeropuerto de Ballina Byron Gateway (IATA: BNK, OACI: YBNA) es un pequeño aeropuerto regional ubicado en Ballina, Nueva Gales del Sur, Australia. Es propiedad y está gestionado por el Consorcio de Ballina Shire.
Da servicio a Ballina y al pueblo próximo de Byron Bay, a veinte minutos en coche al norte del aeropuerto. El aeropuerto de Ballina gestionó a 334.190 pasajeros en el año financiero 2009.
Se encuentra a unos 5 kilómetros de Ballina CBD, en Southern Cross Drive. Un servicio de autobuses opera de manera constante en el aeropuerto, exceptuando el día de Navidad.
En 2005 el aeropuerto de Ballina fue rebautizado como aeropuerto de Ballina Byron Gateway en un intente de atraer a más personas de la zona circundante.
Se creó un plan director para la mejora y expansión de la terminal y se debía construir con una nueva fachada de vidrio de cara a la plataforma y pista así como una nueva zona de manejo de equipajes y múltiples cambios internos. Esto se debe al incremento en el número de pasajeros desde la introducción de servicios a reacción por Jetstar y Virgin Australia.
La mejora supondrá en el futuro la construcción de una calle de rodadura a la pista y muchas otras facilidades para el aeropuerto.

## Aerolíneas y destinos
| Aerolíneas       | Destinos          |
| ---------------- | ----------------- |
| Jetstar Airways  | Melbourne, Sídney |
| Regional Express | Newcastle, Sídney |
| Virgin Australia | Sídney            |

## Operaciones
| Posición | Aeropuerto                               | Pasajeros | % Cambio | Aerolíneas                                  |
| -------- | ---------------------------------------- | --------- | -------- | ------------------------------------------- |
| 1        | Nueva Gales del Sur Aeropuerto de Sídney | 266.300   | 0,8      | Virgin Australia, Jetstar, Regional Express |